# روبن رامزي
روبن رامزي (بالإنجليزية: Robin Ramsay)‏ هو ممثل أسترالي، ولد في 31 مايو 1937 في أستراليا.

## أعمال

### مسلسلات
- العودة إلى عدن

## وصلات خارجية
- روبن رامزي على موقع IMDb (الإنجليزية)
- روبن رامزي على موقع قاعدة بيانات برودواي على الإنترنت (الإنجليزية)
- روبن رامزي على موقع قاعدة بيانات الفيلم (الإنجليزية)